# Клюев, Анатолий Иванович
Анато́лий Иванович Клю́ев (18 июля 1932 г., Нижний Тагил — 18 ноября 2020 г., Ульяновск) — советский и российский скульптор, Заслуженный художник РФ (2004).

## Биография
Анатолий Клюев родился 18 июля 1932 года в Нижнем Тагиле Свердловской области в семье служащего. 
После окончания Нижнетагильского художественно-промышленного училища (ныне — Уральский колледж прикладного искусства и дизайна (филиал) ФГБОУ ВО «Московская государственная художественно-промышленная академия имени С. Г. Строганова»), продолжил учёбу в Ленинградском институте живописи, скульптуры и архитектуры им. И. Е. Репина Академии художеств СССР (ныне — Санкт-Петербургская академия художеств имени Ильи Репина), получил специальность скульптора.
Работал в Свердловске, где создал ряд портретов героев Великой Отечественной войны и выдающихся деятелей современности. В 1960 году стал членом Союза художников СССР.
С 1967 года Клюев жил и работал в Ульяновске. Анатолий Иванович — автор монументальных памятных сооружений в Ульяновске и Ульяновской области, серии портретов рабочих, деятелей истории и культуры России.
Долгие годы Анатолий Клюев преподавал на кафедре живописи, рисунка и скульптуры УлГУ, занимал должность профессора.
За многолетнюю работу Анатолий Клюев отмечен: Дипломом Совета Министров РСФСР, медалью к 100-летию В. И. Ленина, медалью «Ветеран труда», Почётной грамотой Губернатора Ульяновской области, Благодарственным письмом Законодательного Собрания, Почётной грамотой Администрации города Ульяновска.

### Семья
Первая супруга — Любовь Александровна Турская (1931—1971, погибла в автокатастрофе), скульптор, заслуженный художник РСФСР.
Вторая супруга — Роза Григорьевна.
Сын — Олег Клюев (1961 г. р.), скульптор.

## Работы
- Бюст И. Н. Ульянова в Ульяновске (1971, Памятник монументального искусства федерального значения)[8].
- Памятник героям Великой Отечественной войны в райцентре Павловка (Павловский район) («Фронт и тыл» (1970))[9].
- Героический ансамбль в Старой Майне («Солдат и матрос» (1976))[9].
- Обелиск в Николаевке (Ульяновская область) (1980)[9].
- Обелиск «50 лет Победы» (Ульяновск).
- Композиция из трёх рельефов с изображением красноармейца, солдата и космонавта на торце Дома офицеров.
- Бюст Герою Советского Союза А. Ф. Титову (с. Малая Кандала, 1969)[9].
- Создал портреты: Александра Ульянова, Иосифа Варейкиса, Гая, Ленина и многих других выдающихся исторических деятелей, чьи имена связаны с Ульяновском.
- Выполнил серию портретов рабочих, деятелей истории и культуры России. Среди них: памятные доски Пушкарёву, Орлову, Рябикову, Любищеву, Доватору.
- Памятная доска на здании госпиталя ветеранов войн.
- Горельеф Чкалова (на здании Дворца культуры имени В. П. Чкалова)[10].
- Принимал участие в оформлении интерьеров: Дворца книги, училища культуры, школ города и области и других общественных зданий и культурных объектов[11].

## Персональные выставки
- Скульптор представлял свои произведения на шести Всероссийских выставках (1960—1981 гг.), девяти региональных выставках «Урал социалистический» и «Большая Волга» (1964—2013 гг.)[5].
- В 1983 году в Доме Художника (Ульяновск) состоялась первая персональная выставка Анатолия Клюева[3].
- В 2022 году состоялась Юбилейная художественная выставка скульпторов Клюевых и Любови Турской[12].

## Музеи, в которых находятся произведения
- Ульяновский музей-мемориал В. И. Ленина (г. Ульяновск)
- Ульяновский областной художественный музей (г. Ульяновск)
- Ульяновский областной краеведческий музей имени И. А. Гончарова (г. Ульяновск)
- Чувашский государственный художественный музей (г. Чебоксары)[13]

## Галерея
- Бюст И. Н. Ульянова (Ульяновск).
- Обелиск в Николаевке.
- Вечный огонь, Ст. Майна.
- Памятная доска на Соборной площади.
- Обелиск «50 лет Победы» (Ульяновск).
- Мемориальная доска В. В. Рябикову.
- Мемориальная доска А. А. Любищеву.
- ХМК РФ, 2006. Ульяновск. Памятник педагогу-просветителю И. Н. Ульянову.
- Памятник Воинам-Землякам, Ст. Майна.
- Композиция из трёх рельефов: красноармейца, солдата и космонавта на торце Дома офицеров.
- Памятник Любови Турской (Воскресенский некрополь).
- Памятник Александру Матвеевичу Матросову (Установлен в 1969, в парке им. А. Матросова).